# Liste der Monuments historiques in Bouliac
Die Liste der Monuments historiques in Bouliac führt die Monuments historiques in der französischen Gemeinde Bouliac auf.

## Liste der Bauwerke
| Bezeichnung      | Beschreibung          | Standort | Kennzeichnung | Schutzstatus | Datum | Bild |
| ---------------- | --------------------- | -------- | ------------- | ------------ | ----- | ---- |
| Kirche St-Siméon | Erbaut im Mittelalter | (Lage)   | PA00083481    | Classé       | 1862  |      |

## Liste der Objekte

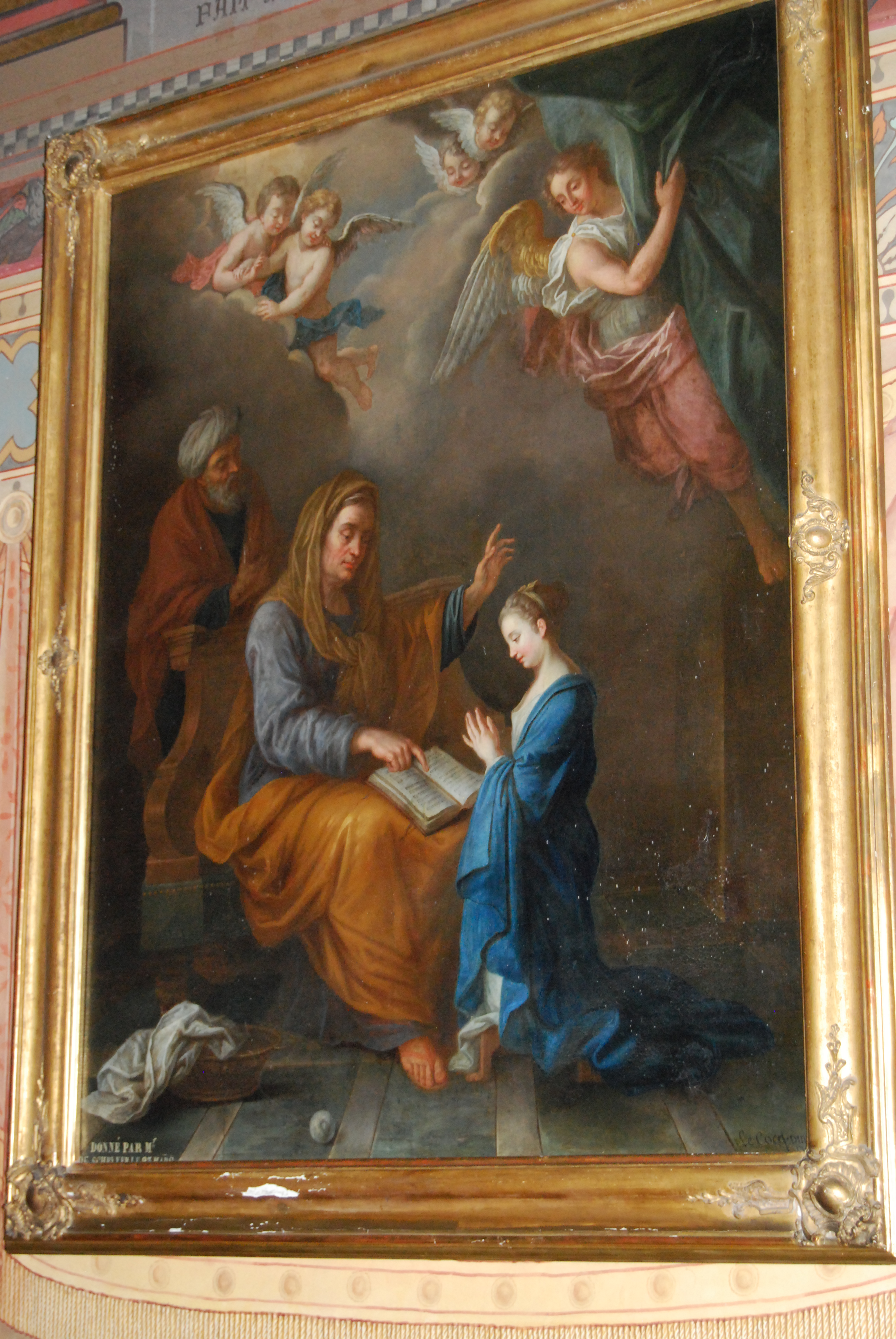
Gemälde Maria mit Anna und Joachim in der Kirche St-Siméon

- Monuments historiques (Objekte) in Bouliac in der Base Palissy des französischen Kultusministeriums